# سيريكبولسين عبد الدين
سيريكبولسين عبد الدين (1937 - 2020)، هو سياسي واقتصادي كازاخستاني.
عمل في مناصب مختلفة في لجنة التخطيط الحكومية في جمهورية كازاخستان الاشتراكية السوفياتية . في عام 1982 تم تعيينه أول نائب لوزير الزراعة في جمهورية كازاخستان الاشتراكية السوفياتية وفي ديسمبر 1985 ، أصبح أول نائب لرئيس لجنة الزراعة الحكومية في جمهورية كازاخستان الاشتراكية السوفياتية. شغل هذا المنصب حتى يوليو عام 1987 قبل أن يصبح ممثلاً دائمًا لجمهورية كازاخستان السوفيتية في مجلس وزراء الاتحاد السوفيتي. من أبريل 1990 ، كان نائبًا لرئيس مجلس السوفيات الأعلى لجمهورية كازاخستان الاشتراكية السوفياتية ومن 16 أكتوبر 1991 ، ثم كان رئيسًا للمجلس الأعلى لكازاخستان حتى إلغائها في 28 يناير 1993. ومنذ عام 1991 كان الأمين العام للحزب الشيوعي الكازاخستاني. حفل.
بعد أن حصلت كازاخستان على استقلالها، تلاشى فقدان سلطة الحزب الشيوعي واستيلاء نور سلطان نزارباييف على السلطة. وكان مرشحا للرئاسة في انتخابات عام 1999 حصل على المركز الثاني بحوالي اثني عشر بالمائة من الأصوات. بعد الانتخابات العامة عام 1999 كان واحداً من ثلاثة نواب في الحزب الشيوعي في حزب المازيلي وعضو لجنة الشؤون الخارجية والدفاع والأمن.
توفي يوم 1 يناير 2020 عن عمر يناهز 83 عامًا.